# Araneus aurantiifemuris
Araneus aurantiifemuris är en spindelart som först beskrevs av Cândido Firmino de Mello-Leitão 1942. 
Araneus aurantiifemuris ingår i släktet Araneus och familjen hjulspindlar. Inga underarter finns listade i Catalogue of Life.